# Diecezja Pueblo
Diecezja Pueblo (łac. Dioecesis Pueblensis, ang. Diocese of Pueblo) jest diecezją Kościoła rzymskokatolickiego w USA w południowej części stanu Kolorado.

## Historia
Diecezja została kanonicznie erygowana 15 listopada 1941 przez papieża Piusa XII. Wyodrębniono ją z ówczesnej diecezji Denver. Pierwszym ordynariuszem został dotychczasowy kapłan archidiecezji Dubuque Joseph Clement Willging. 10 listopada 1983 z płn.-wsch. części diecezji wyodrębniono diecezję Colorado Springs.

## Ordynariusze
- Joseph Clement Willging (1941–1959)
- Charles Albert Buswell (1959–1979)
- Arthur Tafoya (1980–2009)
- Fernando Isern (2009–2013)
- Stephen Berg (od 2014)